# Schillerstraße 57 (Mönchengladbach)

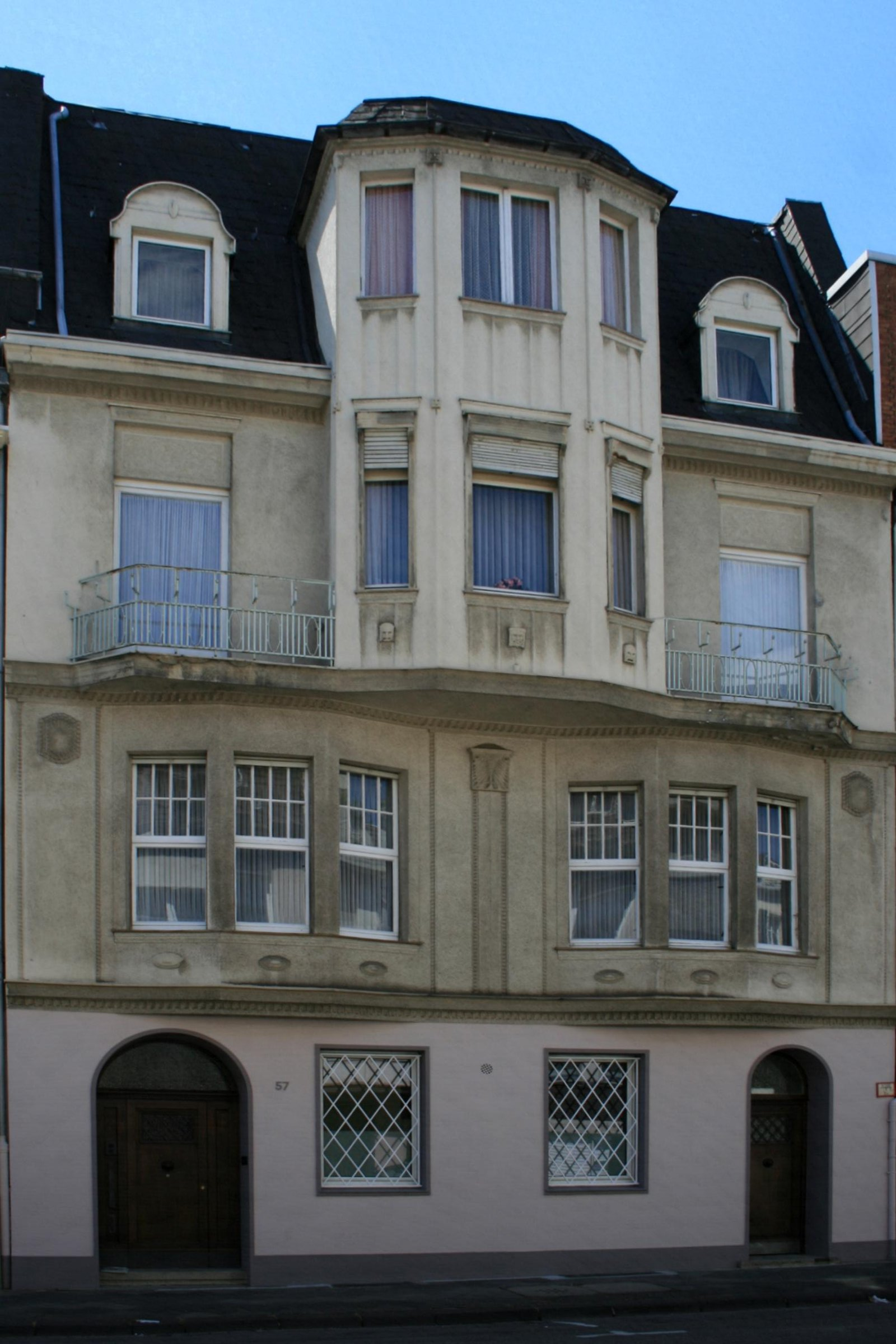
Wohnhaus (2010)

Das Wohnhaus Schillerstraße 57 steht im Stadtteil Gladbach in Mönchengladbach (Nordrhein-Westfalen).
Das Gebäude wurde 1910 erbaut und unter Nr. Sch 041 am 7. August 1990 in die Denkmalliste der Stadt Mönchengladbach eingetragen.

## Lage
Das Objekt liegt in historischen Stadterweiterungsgebiet zwischen Altstadt und Eicken in der Schillerstraße als Querverbindung zwischen Hohenzollern- und Hindenburgstraße. 

## Architektur
Es handelt sich um ein dreigeschossiges, unregelmäßig mehrachsiges traufenständiges Haus mit vielfach wechselnden Fensterachsen. Das Objekt ist aus städtebaulichen und architektonischen Gründen unbedingt schützenswert.